# Liste der Olympiasieger im Curling

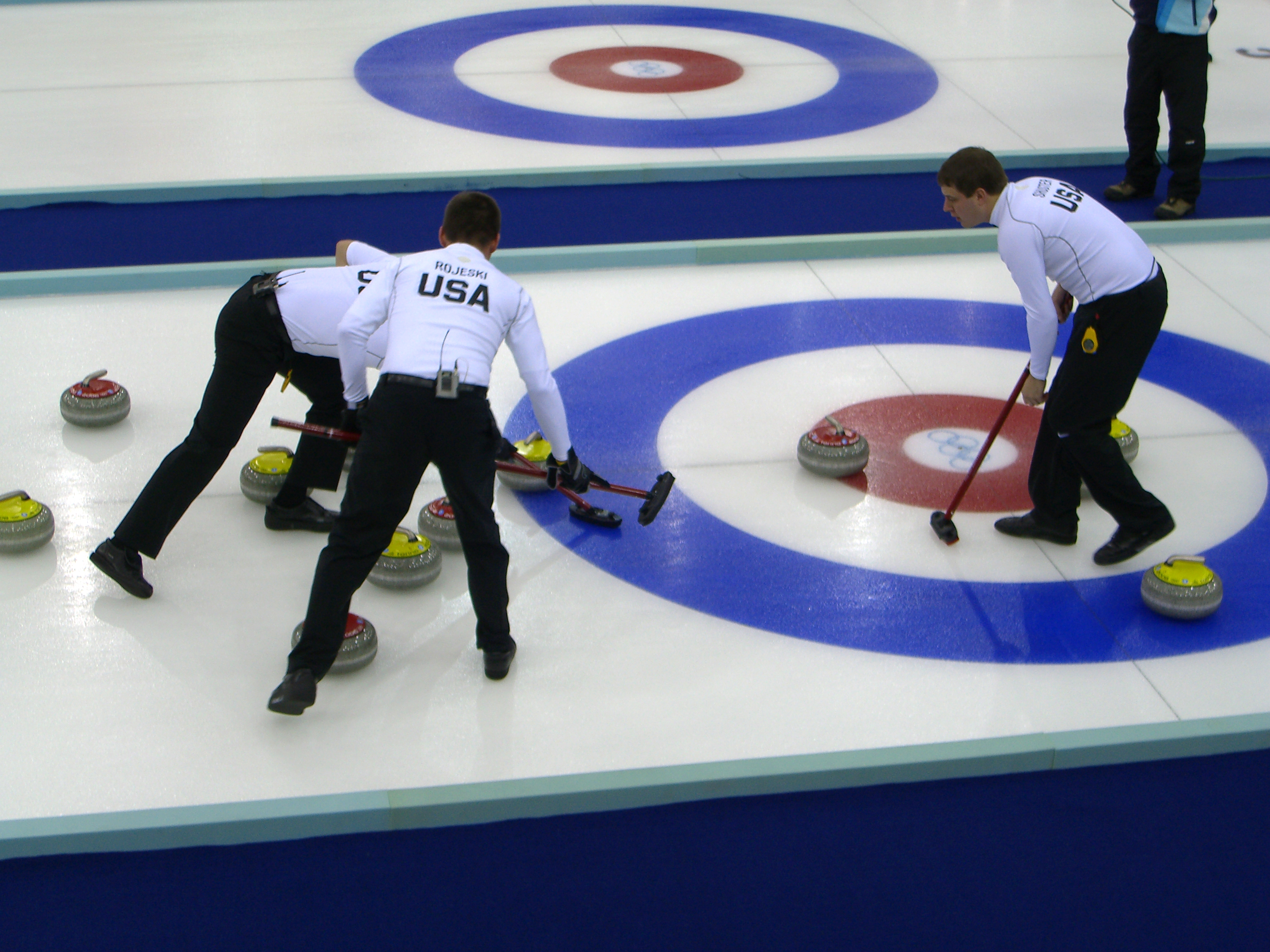
US-amerikanische Curling-Spieler bei den Winterspielen von 2006 in Turin

Die Liste der Olympiasieger im Curling listet alle Sieger sowie die Zweit- und Drittplatzierten der Curling-Wettbewerbe bei den Olympischen Winterspielen, gegliedert nach Männern und Frauen auf. Den Abschluss bilden die einzelnen Nationenwertungen.

## Wettbewerbe

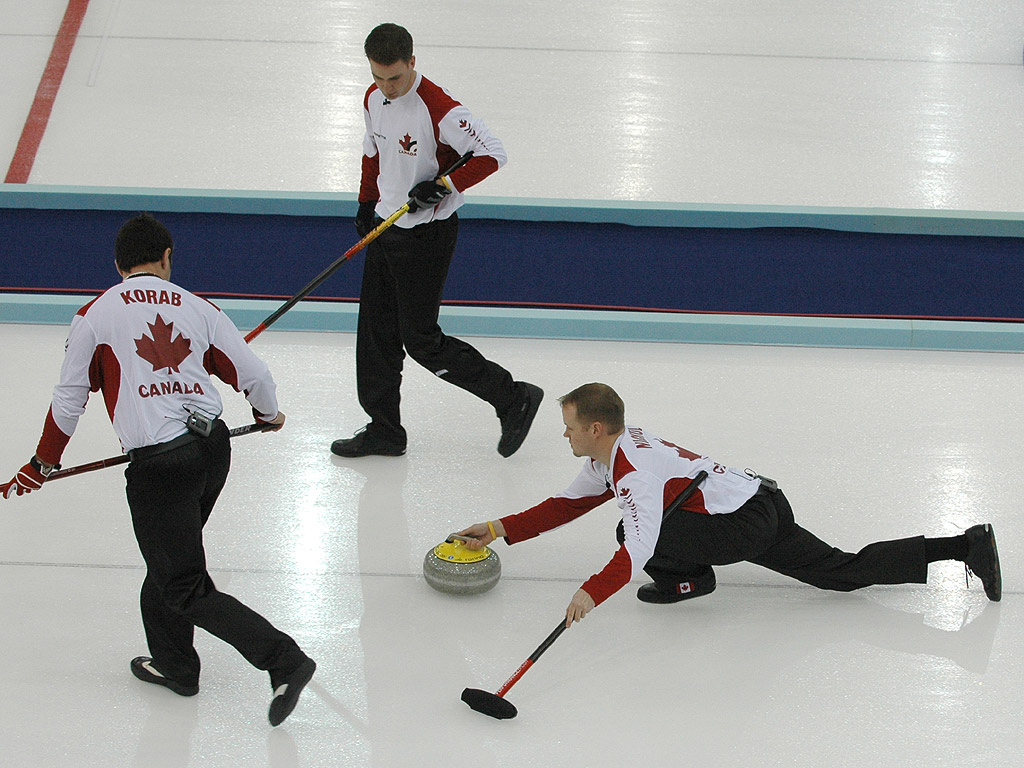
Kanadische Curling-Spieler in Turin 2006

Schon bei den ersten Olympischen Winterspielen im Jahr 1924 war Curling Teil des offiziellen Wettkampfprogramms. Anschließend verschwand die Sportart für lange Jahre aus dem olympischen Programm. Erst seit den Spielen von 1998 in Nagano ist Curling wieder ins olympische Programm aufgenommen worden. Im Gegensatz zum ersten Wettkampf, wo es nur ein Turnier für die Herren gab, wird seit 1998 auch ein Frauenturnier ausgetragen.
In der Zeit zwischen 1924 und 1998 fanden insgesamt drei Demonstrationswettbewerbe statt. Im Jahr 1932 kamen Curlingspieler zum ersten Mal seit der Premiere von 1924 wieder zu Olympia, allerdings nahmen nur nordamerikanische Mannschaften teil. Erst bei den Spielen von 1988 fanden erneut Wettbewerbe zur Demonstration statt, diesmal sowohl für Männer als auch für  Frauen. Bevor Curling offiziell ins Programm aufgenommen wurde, gab es 1992 einen letzten Demonstrationswettkampf.
Bei den Männern fanden bisher sechs und bei den Frauen fünf offizielle Curlingwettkämpfe mit Medaillenvergabe statt. Insgesamt wurden bisher elf Goldmedaillen an Curling-Mannschaften bei den Olympischen Winterspielen vergeben. Die Namen der einzelnen Spieler sind nach ihrer Position gelistet. Folgende Reihenfolge wird außer im Jahr 1924 befolgt: Fourth (meist auch Skip), Third, Second, Lead und zuletzt der Ersatzspieler.
Seit den Winterspielen 2018 in Pyeongchang ist ein Gemischtes Doppel (Mixed Doubles) im olympischen Programm, was auf die Initiative der Vorstandsmitglieder des Curling-Weltverbandes unter der schottischen Präsidentin Kate Caithness zurückzuführen ist.

### Männer
| Olympia | Gold | Silber | Bronze                                                                                     |
| ------- | --- | --- | ------------------------------------------------------------------------------------------ |
| 1924    | Großbritannien Thomas Robertson-Aikman Delaval Astley Laurence Jackson William Brown William Kilgour Jackson John McLeod Thomas Blackwood Murray Robin Welsh | Schweden Johan Petter Åhlén Carl August Kronlund Ture Ödlund Carl Wilhelm Petersén Carl Axel Pettersson Erik Severin Karl Wahlberg Victor Wetterström | Frankreich Henri Aldebert Georges André Armand Bénédic Jacques Canivet Henri Cournollet    |
| 1932    | Kanada Errick Willis Robert Pow James Bowman William Burns                                                                                                   | Kanada Russel Hall Archibald Lockhart Frank McDonald Harvey Sims                                                                                      |                                                                                            |
| 1932    | Kanada Errick Willis Robert Pow James Bowman William Burns                                                                                                   | Kanada Albert MacLaren John Leonard Howard Steward William Brown                                                                                      |                                                                                            |
| 1988    | Norwegen Eigil Ramsfjell Sjur Loen Morten Søgaard Bo Bakke Gunnar Meland                                                                                     | Schweiz Hansjörg Lips Rico Simen Stefan Luder Peter Lips                                                                                              | Kanada Ed Lukowich John Ferguson Neil Houston Brent Syme Wayne Hart                        |
| 1992    | Schweiz Urs Dick Jürg Dick Robert Hürlimann Thomas Kläy Peter Däppen                                                                                         | Norwegen Tormod Andreassen Stig-Arne Gunnestad Flemming Davanger Kjell Berg Pål Trulsen                                                               | Vereinigte Staaten Raymond Somerville Tim Somerville Mike Strum Bill Strum Bob Nichols     |
| 1998    | Schweiz Patrick Hürlimann Patrik Lörtscher Daniel Müller Diego Perren Dominic Andres                                                                         | Kanada Mike Harris Richard Hart Collin Mitchell George Karrys Paul Savage                                                                             | Norwegen Eigil Ramsfjell Jan Thoresen Stig-Arne Gunnestad Anthon Grimsmo Tore Torvbråten   |
| 2002    | Norwegen Pål Trulsen Lars Vågberg Flemming Davanger Bent Ånund Ramsfjell Torger Nergård                                                                      | Kanada Kevin Martin Don Walchuk Carter Rycroft Don Bartlett Ken Tralnberg                                                                             | Schweiz Andreas Schwaller Christof Schwaller Markus Eggler Damian Grichting Marco Ramstein |
| 2006    | Kanada Brad Gushue Mark Nichols Russ Howard Jamie Korab Mike Adam                                                                                            | Finnland Markku Uusipaavalniemi Wille Mäkelä Kalle Kiiskinen Teemu Salo Jani Sullanmaa                                                                | Vereinigte Staaten Pete Fenson Shawn Rojeski Joseph Polo John Shuster Scott Baird          |
| 2010    | Kanada Kevin Martin John Morris Marc Kennedy Ben Hebert Adam Enright                                                                                         | Norwegen Thomas Ulsrud Torger Nergård Christoffer Svae Håvard Vad Petersson Thomas Løvold                                                             | Schweiz Ralph Stöckli Jan Hauser Markus Eggler Simon Strübin Toni Müller                   |
| 2014    | Kanada Brad Jacobs Ryan Fry E. J. Harnden Ryan Harnden Caleb Flaxey                                                                                          | Großbritannien David Murdoch Greg Drummond Scott Andrews Michael Goodfellow Tom Brewster                                                              | Schweden Niklas Edin Sebastian Kraupp Fredrik Lindberg Viktor Kjäll Oskar Eriksson         |
| 2018    | Vereinigte Staaten John Shuster Tyler George Matt Hamilton John Landsteiner Joe Polo                                                                         | Schweden Niklas Edin Oskar Eriksson Rasmus Wranå Christoffer Sundgren Henrik Leek                                                                     | Schweiz Peter de Cruz Benoît Schwarz Claudio Pätz Valentin Tanner Dominik Märki            |
| 2022    | Schweden Niklas Edin Oskar Eriksson Rasmus Wranå Christoffer Sundgren Daniel Magnusson                                                                       | Großbritannien Bruce Mouat Grant Hardie Bobby Lammie Hammy McMillan junior Ross Whyte                                                                 | Kanada Brad Gushue Mark Nichols Brett Gallant Geoff Walker Marc Kennedy                    |

### Frauen
| Olympia | Gold                                                                                   | Silber                                                                                             | Bronze                                                                                          |
| ------- | -------------------------------------------------------------------------------------- | -------------------------------------------------------------------------------------------------- | ----------------------------------------------------------------------------------------------- |
| 1988    | Kanada Linda Moore Lindsay Sparkes Debbie Jones Penny Ryan Patti Vande                 | Schweden Elisabeth Högström Monika Jansson Birgitta Sewik Marie Henriksson Anette Norberg          | Norwegen Trine Trulsen Dordi Nordby Hanne Pettersen Mette Halvorsen Marianne Aspelin            |
| 1992    | Deutschland Andrea Schöpp Stephanie Mayr Monika Wagner Sabine Huth Christiane Scheibel | Norwegen Dordi Nordby Hanne Pettersen Mette Halvorsen Anne Jøtun Marianne Aspelin                  | Kanada Julie Sutton Jodie Sutton Melissa Soligo Karri Wilms Elaine Dagg-Jackson                 |
| 1998    | Kanada Sandra Schmirler Jan Betker Joan McCusker Marcia Gudereit Atina Ford            | Dänemark Helena Blach Lavrsen Margit Pörtner Dorthe Holm Trine Qvist Jane Bidstrup                 | Schweden Elisabet Gustafson Katarina Nyberg Louise Marmont Elisabeth Persson Margaretha Lindahl |
| 2002    | Großbritannien Rhona Martin Deborah Knox Fiona MacDonald Janice Rankin Margaret Morton | Schweiz Luzia Ebnöther Mirjam Ott Tanya Frei Laurence Bidaud Nadia Röthlisberger                   | Kanada Kelley Law Julie Skinner Georgina Wheatcroft Diane Nelson Cheryl Noble                   |
| 2006    | Schweden Anette Norberg Eva Lund Cathrine Lindahl Anna Svärd Ulrika Bergman            | Schweiz Mirjam Ott Binia Beeli Valeria Spälty Michèle Moser Manuela Kormann                        | Kanada Shannon Kleibrink Amy Nixon Glenys Bakker Christine Keshen Sandra Jenkins                |
| 2010    | Schweden Anette Norberg Eva Lund Cathrine Lindahl Anna Le Moine Kajsa Bergström        | Kanada Cheryl Bernard Susan O’Connor Carolyn Darbyshire Cori Bartel Kristie Moore                  | Volksrepublik China Wang Bingyu Liu Yin Yue Qingshuang Zhou Yan Liu Jinli                       |
| 2014    | Kanada Jennifer Jones Kaitlyn Lawes Jill Officer Dawn McEwen Kirsten Wall              | Schweden Maria Prytz Christina Bertrup Maria Wennerström Margaretha Sigfridsson Agnes Knochenhauer | Großbritannien Eve Muirhead Anna Sloan Vicki Adams Claire Hamilton Lauren Gray                  |
| 2018    | Schweden Anna Hasselborg Sara McManus Agnes Knochenhauer Sofia Mabergs Jennie Wåhlin   | Südkorea Kim Eun-jung Kim Kyeong-ae Kim Seon-yeong Kim Yeong-mi Kim Cho-hi                         | Japan Satsuki Fujisawa Chinami Yoshida Yūmi Suzuki Yurika Yoshida Mari Motohashi                |
| 2022    | Großbritannien Eve Muirhead Vicky Wright Jennifer Dodds Hailey Duff Mili Smith         | Japan Satsuki Fujisawa Chinami Yoshida Yūmi Suzuki Yurika Yoshida Kotomi Ishizaki                  | Schweden Anna Hasselborg Sara McManus Agnes Knochenhauer Sofia Mabergs Johanna Heldin           |

### Mixed Doubles
| Olympia | Gold                                      | Silber                                       | Bronze                                       |
| ------- | ----------------------------------------- | -------------------------------------------- | -------------------------------------------- |
| 2018    | Kanada John Morris Kaitlyn Lawes          | Schweiz Martin Rios Jenny Perret             | Norwegen Magnus Nedregotten Kristin Skaslien |
| 2022    | Italien Amos Mosaner Stefania Constantini | Norwegen Magnus Nedregotten Kristin Skaslien | Schweden Oskar Eriksson Almida de Val        |

## Nationenwertungen
Die Demonstrationswettkämpfe werden bei den Nationenwertungen nicht berücksichtigt.

### Gesamt
| Platz | Land                | Gold | Silber | Bronze | Gesamt |
| ----- | ------------------- | ---- | ------ | ------ | ------ |
| 1.    | Kanada              | 6    | 3      | 3      | 12     |
| 2.    | Schweden            | 4    | 3      | 3      | 10     |
| 3.    | Großbritannien      | 3    | 2      | 1      | 6      |
| 4.    | Schweiz             | 1    | 3      | 4      | 7      |
| 5.    | Norwegen            | 1    | 1      | 2      | 4      |
| 6.    | Vereinigte Staaten  | 1    | -      | 1      | 2      |
| 7.    | Italien             | 1    | -      | -      | 1      |
| 8.    | Japan               | -    | 1      | 1      | 2      |
| 9.    | Dänemark            | -    | 1      | -      | 1      |
| 9.    | Finnland            | -    | 1      | -      | 1      |
| 9.    | Südkorea            | -    | 1      | -      | 1      |
| 12.   | Volksrepublik China | -    | -      | 1      | 1      |
| 12.   | Frankreich          | -    | -      | 1      | 1      |

### Männer
| Platz | Land               | Gold | Silber | Bronze | Gesamt |
| ----- | ------------------ | ---- | ------ | ------ | ------ |
| 1.    | Kanada             | 3    | 2      | 1      | 6      |
| 2.    | Schweden           | 1    | 2      | 1      | 4      |
| 3.    | Großbritannien     | 1    | 2      | -      | 3      |
| 4.    | Norwegen           | 1    | 1      | 1      | 3      |
| 5.    | Schweiz            | 1    | -      | 3      | 4      |
| 6.    | Vereinigte Staaten | 1    | -      | 1      | 2      |
| 7.    | Finnland           | -    | 1      | -      | 1      |
| 8.    | Frankreich         | -    | -      | 1      | 1      |

### Frauen
| Platz | Land                | Gold | Silber | Bronze | Gesamt |
| ----- | ------------------- | ---- | ------ | ------ | ------ |
| 1.    | Schweden            | 3    | 1      | 2      | 6      |
| 2.    | Kanada              | 2    | 1      | 2      | 5      |
| 3.    | Großbritannien      | 2    | -      | 1      | 3      |
| 4.    | Schweiz             | -    | 2      | -      | 2      |
| 5.    | Japan               | -    | 1      | 1      | 2      |
| 6.    | Dänemark            | -    | 1      | -      | 1      |
| 6.    | Südkorea            | -    | 1      | -      | 1      |
| 8.    | Volksrepublik China | -    | -      | 1      | 1      |

### Mixed Double
| Platz | Land     | Gold | Silber | Bronze | Gesamt |
| ----- | -------- | ---- | ------ | ------ | ------ |
| 1.    | Italien  | 1    | -      | -      | 1      |
| 1.    | Kanada   | 1    | -      | -      | 1      |
| 3.    | Norwegen | -    | 1      | 1      | 2      |
| 4.    | Schweiz  | -    | 1      | -      | 1      |
| 5.    | Schweden | -    | -      | 1      | 1      |